# Frédéric Vasseur
Frédéric Vasseur (Draveil, 28 maggio 1968) è un dirigente sportivo e ingegnere francese, Team Principal e General Manager della Ferrari.

## Carriera
Diplomato all'École supérieure des techniques aéronautiques et de construction automobile, nel 1996 fonda il Team ASM in collaborazione con la Renault. Fino al 2009 porterà il team al successo, come nel campionato francese di Formula 3 del 1998 con il pilota David Saelens, o il campionato di Formula 3 Euroserie vinto per quattro volte dal 2004 al 2007 con i piloti Jamie Green, Lewis Hamilton, Paul Di Resta e Romain Grosjean.
Nel 2004 assieme a Nicolas Todt fonda il suo secondo team, ART Grand Prix (dal 2010 al 2013 rinominata Lotus Art, a seguito di un accordo con Lotus). Con l'ART ha vinto otto campionati team tra i campionati di GP2 e GP3 e undici campionati piloti, l'ultimo in Formula 2 nel 2018 con George Russell. Nel 2011 progetta di far entrare l'ART in Formula 1, ma in seguito vi rinuncia.

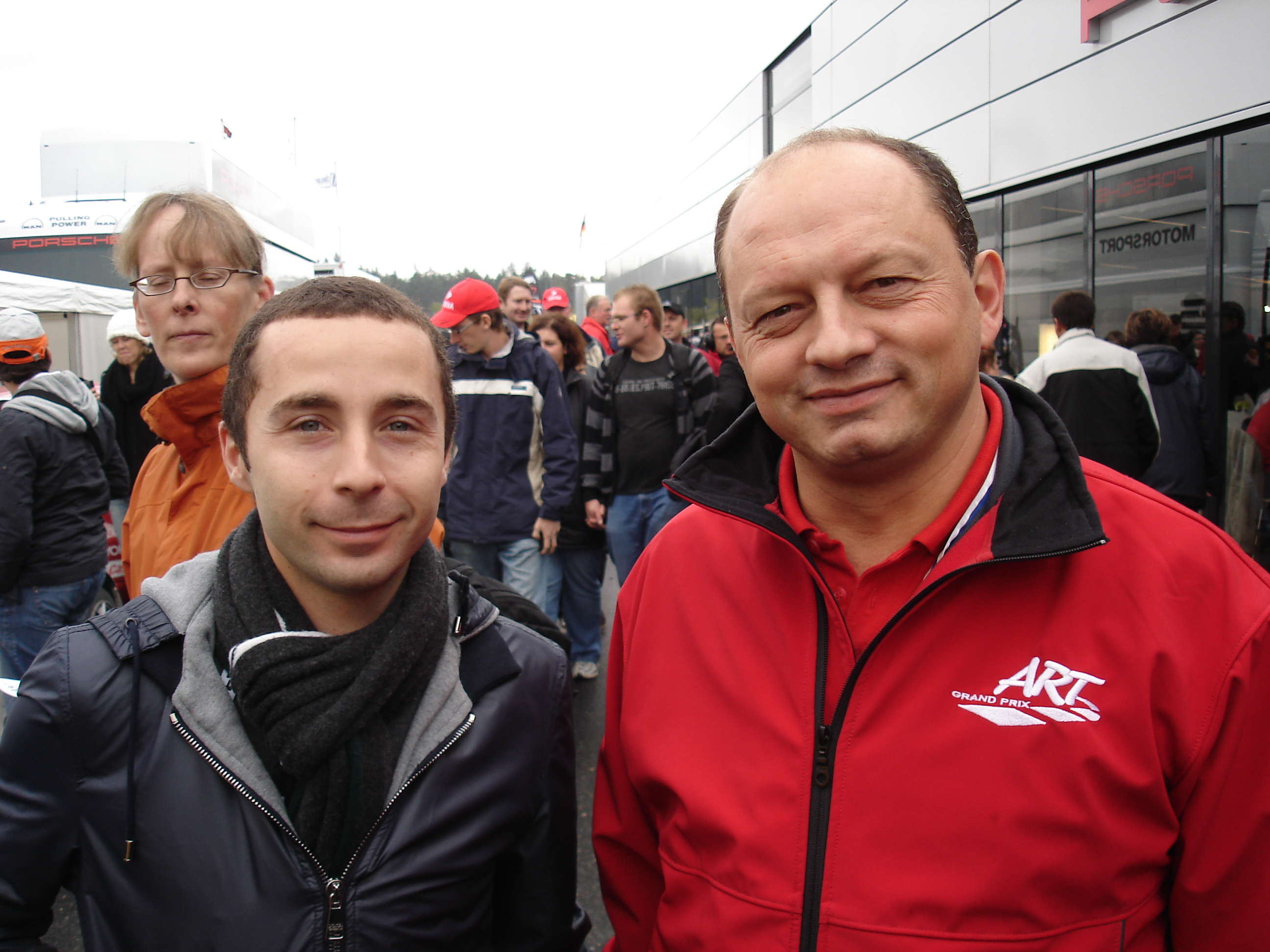
Vasseur (a destra) con Nicolas Todt in ART Grand Prix nel 2009

Nel 2014 e nel 2015, i suoi team hanno partecipato a cinque campionati: GP3 Series, GP2 Series, Blancpain Endurance Series, European Le Mans Series e Deutsche Tourenwagen Masters. Nel 2014 Vasseur lascia l'ART, delegando la direzione del team a Sebastian Philippe. 

### Formula E
Nel 2010 Vasseur chiese all'ART di costruire un prototipo di monoposto elettrica (Formulec EF01), con l'obiettivo di realizzare un campionato di auto da corsa elettriche. La FIA s'interessò a questa idea e nell'agosto 2012 deliberò la creazione di una formula per auto elettriche, nota come Formula E. Nell'ottobre dello stesso anno Vasseur fondò una nuova società, la Spark Racing Technology, per la produzione di auto da corsa a propulsione elettrica, e firmò un contratto con la Formula E Holdings, organizzatore del campionato.

### Formula 1

#### Renault
Durante la stagione 2016 della Formula 1, Vasseur è entrato a far parte del team Renault F1 come Team Principal. Si è dimesso a fine stagione dopo diversi screzi con l'amministratore delegato Cyril Abiteboul.

#### Sauber/Alfa Romeo
Il 12 luglio 2017, Peter Sauber ha annunciato di aver assunto Frédéric Vasseur come amministratore delegato di Sauber Motorsport AG e Team Principal del Sauber F1 Team. Al momento della sua nomina, la squadra era ultima in classifica e Pascal Picci, proprietario della Sauber, gli affidò la ricostruzione del team. Il primo obiettivo è stato quello di ricostruire e rafforzare il rapporto con la Ferrari. Per questo motivo, annullò l'accordo di fornitura di motori Honda per l'anno successivo, optando per i motori Ferrari. Allo stesso tempo il presidente della Ferrari Sergio Marchionne annunciò una partnership commerciale e tecnica tra Sauber e Alfa Romeo, nuovo title sponsor del team; ciò ha portato nel 2018 a un cambio del nome ufficiale del team svizzero, che viene rinominato "Alfa Romeo". A seguito del suo insediamento, la squadra non riesce più ad ottenere punti e chiude la stagione 2017 al decimo posto, con 5 punti conquistati nel mondiale costruttori. 

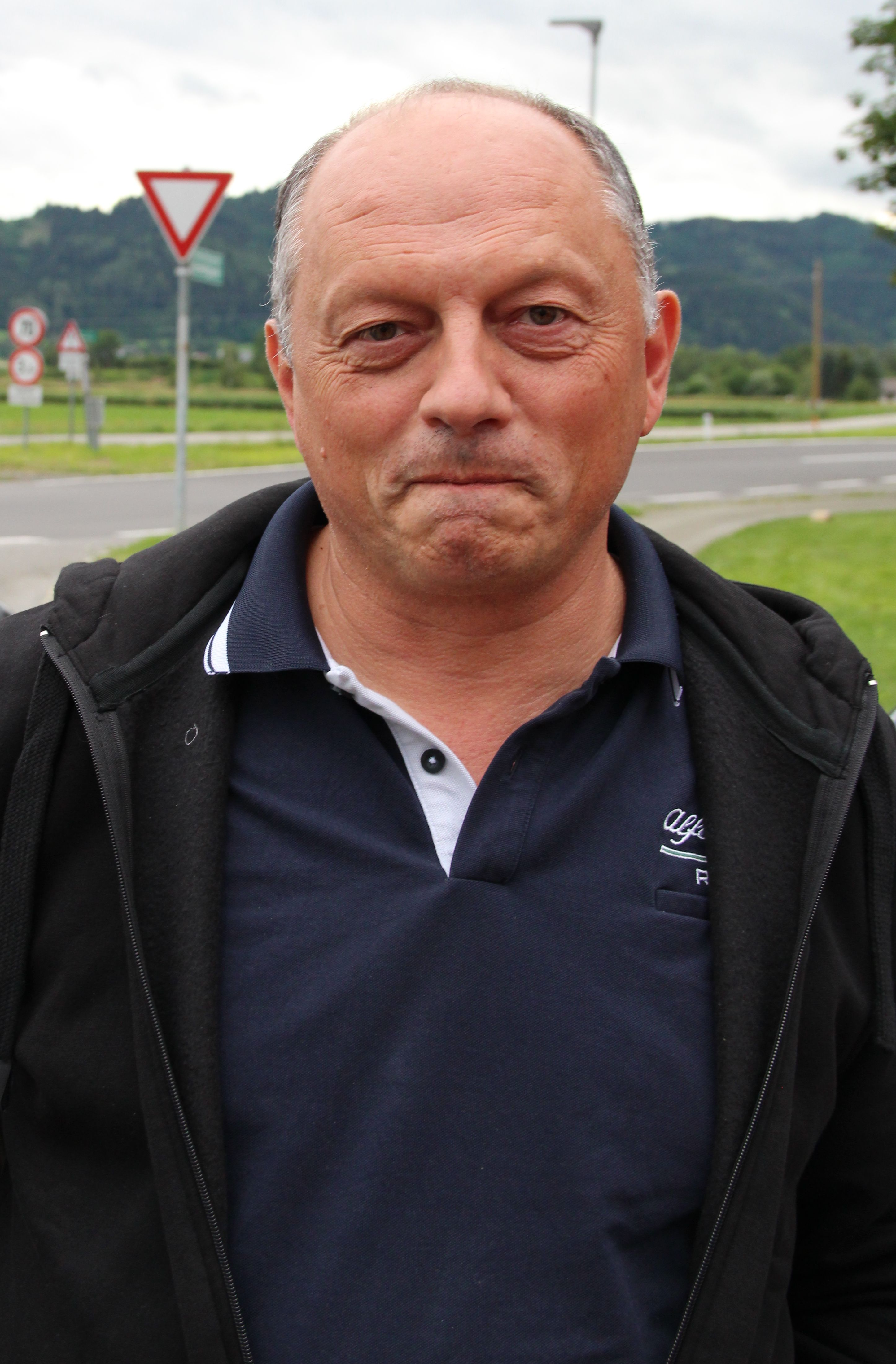
Vasseur in veste di Team Principal dell'Alfa Romeo nel 2022

Nella stagione successiva (2018) si vede un'Alfa Romeo più competitiva rispetto alle stagioni precedenti, che conquista diversi piazzamenti a punti con Charles Leclerc e Marcus Ericsson; in particolare, nel Gran Premio d'Austria 2018 entrambi i piloti concludono la gara in zona punti, avvenimento che non succedeva dal Gran Premio di Cina 2015. Grazie a questa serie di risultati positivi l'Alfa Romeo riesce a conquistare l'ottavo posto nella classifica costruttori con un totale di 48 punti, in netto miglioramento rispetto alle precedenti due stagioni. 
Nella stagione 2019, nonostante un profondo rinnovamento tecnico, dovuto all'introduzione del nuovo regolamento aerodinamico, e l'arrivo del campione del mondo 2007 Kimi Räikkönen e di Antonio Giovinazzi come piloti, il team mantiene un buon rendimento, arrivando a punti nella maggior parte dei Gran Premi, confermando l'ottavo posto nella classifica costruttori con un totale di 57 punti. La stagione 2020 si rivela deludente per il team che, pur classificandosi per il terzo anno consecutivo in ottava posizione, raccoglie un totale di appena 8 punti tra Räikkönen e Giovinazzi; stessa sorte accadde anche nella stagione 2021 dove il team chiude con un bottino totale di 13 punti, che fanno scivolare la scuderia al nono posto nel mondiale costruttori.
Nella stagione 2022 il team rinnova completamente la line-up dei piloti: al posto di Räikkönen e Giovinazzi arrivano il finlandese Valtteri Bottas, proveniente dalla Mercedes e che aveva già corso con Vasseur in ART in Formula 3 dal 2009 al 2011, e il giovane pilota cinese Zhou Guanyu, al debutto da titolare in Formula 1. Dopo due stagioni molto difficili, con pochi punti totalizzati, l'Alfa Romeo è autrice di un campionato positivo, concluso al sesto posto nel mondiale costruttori con 55 punti conquistati, un risultato che il team elvetico non otteneva da ben dieci anni.

#### Ferrari
Come già annunciato nel dicembre 2022, dal 9 gennaio 2023 Vasseur diventa il nuovo Team Principal e General Manager della Scuderia Ferrari, rimpiazzando l'uscente Mattia Binotto. Il 17 settembre 2023, con la vittoria di Carlos Sainz Jr. al Gran Premio di Singapore, Vasseur ottiene il suo primo successo in Formula 1 come Team Principal.

## Vita privata
Sposatosi il 31 luglio 1999, ha quattro figli.

## Palmarès con la ART Grand Prix
- 4 Campionati team GP2: 2005, 2006, 2009, 2015
- 4 Campionati team GP3: 2012, 2016, 2017, 2018
- 4 Campionati piloti GP2: 2005 (Rosberg), 2006 (Hamilton), 2009 (Hülkenberg), 2015 (Vandoorne)
- 1 Campionati piloti Formula 2: 2018 (Russell)
- 6 Campionati piloti GP3: 2010 (Gutiérrez), 2011 (Bottas), 2015 (Ocon), 2016 (Leclerc), 2017 (Russell), 2018 (Hubert)